# George Theodore Boileau
George Theodore Boileau SJ (* 10. September 1912 in Lothrop, Montana, USA; † 25. Februar 1965) war Koadjutorbischof von Fairbanks.

## Leben
George Theodore Boileau trat der Ordensgemeinschaft der Jesuiten bei und empfing am 13. Juni 1948 das Sakrament der Priesterweihe.
Am 21. April 1964 ernannte ihn Papst Paul VI. zum Titularbischof von Ausuccura und bestellte ihn zum Koadjutorbischof von Fairbanks. Der Erzbischof von New York, Francis Kardinal Spellman, spendete ihm am 31. Juli desselben Jahres die Bischofsweihe; Mitkonsekratoren waren der Bischof von Fairbanks, Francis Doyle Gleeson SJ, und der Bischof von Juneau, Robert Dermot O’Flanagan.
Er nahm an der dritten Sitzungsperiode des Zweiten Vatikanischen Konzils als Konzilsvater teil.